# Dieter Rewicki
Dieter Rewicki (* 2. April 1936 in Katzhütte; † 6. Juni 2021) war ein deutscher Chemiker und Hochschullehrer.

## Leben
Dieter Rewicki studierte an der Freien Universität Berlin Chemie und wechselte für die im Jahr 1964 erfolgte Promotion bei Richard Kuhn an die Ruprecht-Karls-Universität Heidelberg. Im Jahr 1964 habilitierte er sich an der Freien Universität, an der er 1970 zum Professor für Organische Chemie berufen wurde. Viele Jahre leitete er das Institut für Organische Chemie. 1973 gehörte er zu den Initiatoren des Otto-Klung-Preises. Zu seinen Forschungsschwerpunkten zählte unter anderem die Maillard-Reaktion. Mit dem Biologen Randolf Menzel initiierte er das Schülerlabor NatLab und ging im Jahr 2002 in den Ruhestand.
Dieter Rewicki engagierte sich viele Jahre als Präsidiumsmitglied im Tennis-Verband Berlin-Brandenburg e. V., der ihn zu seinem Ehrenmitglied ernannte.

## Veröffentlichungen (Auswahl)
- Über neue acide Kohlenwasserstoffe und deren Doppelbindungsisomere. Dissertation. Heidelberg 1964.